# Supercoppa turca 2009 (pallavolo femminile)
La Supercoppa turca 2009 si è svolta il 28 ottobre 2009: al torneo hanno partecipato due squadre di club turche e la vittoria finale è andata per la prima volta al Fenerbahçe.

## Regolamento
Le squadre hanno disputato una gara unica. 

## Squadre partecipanti
| Squadra    | Qualificazione                      | Ultima partecipazione |
| ---------- | ----------------------------------- | --------------------- |
| Eczacıbaşı | Vincitrice Coppa di Turchia 2008-09 | -                     |
| Fenerbahçe | Vincitrice Voleybol 1. Ligi 2008-09 | -                     |

## Torneo
| 28 ottobre 2009 Selim Sırrı Tarcan Spor Salonu, Ankara Durata: ? - Spettatori: ? | Fenerbahçe | 3 - 0 | Eczacıbaşı | 25-23, 25-11, 25-22 |